# 福建猫蛛
福建猫蛛（学名：Oxyopes fujianicus）为猫蛛科猫蛛属的动物。在中国大陆，分布于福建等地。该物种的模式产地在福建龙栖山。